# Aureolus
Aureolo o Aureolus Aureolus anche in aragonese, in galiziano e in portoghese, Oriol in catalano e Aureolo in spagnolo (seconda metà dell'VIII secolo – 809) tradizionalmente considerato il capo dei Franchi in Aragona fu il primo conte d'Aragona dall'802 all'809.

## Origine
Figlio del nobile franco Aureolus de Périgueaux

## Biografia

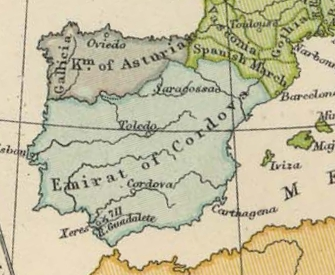
La marca di Spagna ai tempi di Carlo Magno

Tra il 798 e l'802 i Franchi stabilirono diverse teste di ponte in Aragona.
 A Saragozza Bahlul Ibn Marzuq, nel 798 si ribellò al potere centrale di Al-Andalus e nell'800 conquistò Huesca.
L'emiro di Cordova, al-Ḥakam I, inviò il generale Amrus Ibn Yusuf, nativo di Huesca, che nell'801 riconquistò Saragozza e Huesca. Bahlul si ritirò a Pallars, dove fu assassinato dal suo luogotenente Jalaf Ibn Rashid che controllava Barbitanya (Barbastro).
 I Franchi, allora approfittando della situazione, presero il controllo di Jaca ed altri castelli e designarono come conte d'Aragona Aureolus, che era in contatto col, già citato, defunto signore di Saragozza, Bahlul ibn Marzuq.
La contea d'Aragona nacque su un territorio non molto grande, di circa 600 chilometri quadrati, nella valle del fiume Aragon, nei dintorni della città di Jaca, zona che poi fu l'estremo nord del futuro regno d'Aragona. Il centro religioso fu il monastero di San Pedro de Siresa, fondato in quel periodo, molto probabilmente su un precedente monastero di fondazione visigota.
Secondo gli Annales Regni Francorum Aureolus morì nell'809 e gli succedette Aznar I Galíndez, nobile guascone, le cui origini sono piuttosto oscure (il padre si chiamava Galindo); ma altri lo identificano con il figlio del duca di Guascogna, Sancho I di Guascogna, a sua volta duca di Guascogna, Aznar I Sanchez.

## Discendenti
Di Aureolus non si conosce né il nome di un'eventuale moglie, né alcuna discendenza.

### Fonti primarie
- (LA)  ANNALES REGNI FRANCORUM.